# Garibaldi (stanice metra v Paříži)
Garibaldi je nepřestupní stanice pařížského metra na severovýchodní větvi linky 13. Leží mimo hranice Paříže na území města Saint-Ouen pod Avenue Gabriel Péri u kostela Notre-Dame-du-Rosaire.

## Historie
Stanice byla otevřena 30. června 1952 při prodloužení linky od stanice Porte de Saint-Ouen do Carrefour Pleyel.

## Název
Jméno stanice je odvozeno od názvu nedaleké ulice Rue Garibaldi. Giuseppe Garibaldi (1807–1882) byl italský vlastenec, který napomáhal sjednocení Itálie. Během Prusko-francouzské války bojoval na straně Francie.

## Vstupy
Stanice má tři východy na Avenue Gabriel Péri – dvě schodiště a jeden eskalátor.